# Cornelis Everaert
Cornelis Everaert (Brugge, ca. 1480 – 14 november 1556) was een Zuid-Nederlandse lakenverver, volder en rederijker.

## Leven
Cornelis Everaert was de zoon van een lakenverver en volder. Hij was schrijver van de handboogschuttersgilde van Sint Sebastiaan. Tevens was hij lid van de Brugse rederijkerskamers De Heleghe Geest en De Drie Santinnen.  Als kenspreuken gebruikte hij So reine verclaert en Ic come om leeren.

## Werken
Tussen 1509 en 1538 schreef hij vijfendertig toneelstukken, onder dewelke:
- 10 geestelijke spelen
- 10 moraliteiten over sociale toestanden
- 7 esbattementen.

Everaerts werken zijn sterk op eigentijdse religieuze, politieke en sociale problemen gericht. Men moet daarbij denken aan hebzucht, gokverslaving en ketterij, maar ook behandelt hij belangrijke gebeurtenissen als de slag bij Pavia (1525) en de vrede van Madrid (1526). De werken zijn nog sterk middeleeuws georiënteerd.
Enkele van Everaerts meest bekende stukken zijn:
- 't Spel van Maria Hoedeken (zijn eerste)
- Spel van den Zoeten Reyn, 1525
- 't Spel van Ghewilligh Labeur ende Volc van Neeringhe, 1526
- Spel van den Wynghaer, 1526
- Spel van den Crych
- Spel van d'Ongelycke Munte,
- Stout ende Onbescaemt
- Esbatement van Scamel Gemeente ende Tribulasie
- Esbatement van den Visscher

De werken van Everaert worden in handschrift bewaard in de Koninklijke Bibliotheek Brussel. In zijn eigen tijd werden ze opgevoerd, bijvoorbeeld op het toneel van De Drie Santinnen, maar niet uitgegeven. Dat gebeurde pas rond 1900.

## Publicaties
- J. W. MÜLLER & Louis SCHARPÉ, (edd.), Spelen van Cornelis Everaert, 3 dln., Brill (Leiden), 1898-1900.
- W. N. M. HÜSKEN, (ed.), De spelen van Cornelis Everaert. Opnieuw uitgegeven, van inleiding, annotaties en woordverklaringen voorzien, 2 dln., Verloren (Hilversum), 2005

## Voetnoot
1. ↑  Braggaart, p. 90

- Bibliothèque nationale de France: cb150377394 (data)
- Biografisch Portaal: 76088404
- Digitale Bibliotheek voor de Nederlandse Letteren: ever003
- Gemeinsame Normdatei: 104251433
- International Standard Name Identifier: 0000 0000 3588 9525
- Library of Congress Control Number: n2005089980
- Nederlandse Thesaurus van Auteursnamen: 070494851
- Virtual International Authority File: 44584654
- WorldCat: E39PBJjHdqT7FK7McDFk8YDTHC